# 黎濴
黎濴（越南语：／，15世纪—1509年），越南黎初朝宗室，後黎朝第5代皇帝黎圣宗的孙子，第10代皇帝黎光治的父亲，建王黎鑌的第三子。
黎濴被封为靖亮公。1509年十一月，黎濴的二哥簡脩公黎瀠起兵反对黎威穆帝。十一月二十三日，黎濴和大哥錦江王黎漴、弟弟黎涓與壽梅尉馬阮敬，都被威穆帝杀死。十二月初一日，黎威穆帝兵败自杀。十二月初四日，簡脩公黎瀠即皇帝位，是为黎襄翼帝，大赦，改元洪順。追贈同母兄錦江王黎漴爲莊定大王。黎濴爲穆懿王，黎涓爲翼恭王。1516年，权臣郑惟㦃弑黎襄翼帝，立黎濴之子黎光治为皇帝。黎光治即位三天，阮弘裕攻打东都升龙（奉天府），被郑惟岱劫持到西都清化。郑惟㦃在东都改立黎漴之子黎椅为黎昭宗。郑惟岱在西都杀害了黎光治。